# Laurence Harbor (New Jersey)
Laurence Harbor – jednostka osadnicza  w hrabstwie Middlesex w stanie New Jersey w USA. Miejscowość należy do konglomeracji  Old Bridge Township.
- Liczba ludności (2000) - ok. 6,2 tys.
- Powierzchnia – 7,5 km², z czego 7,3 km²   to powierzchnia lądowa, a 0,2 km²  wodna
- Położenie - 40°27'3" N  i 74°14'44" W